# Przystanek na żądanie

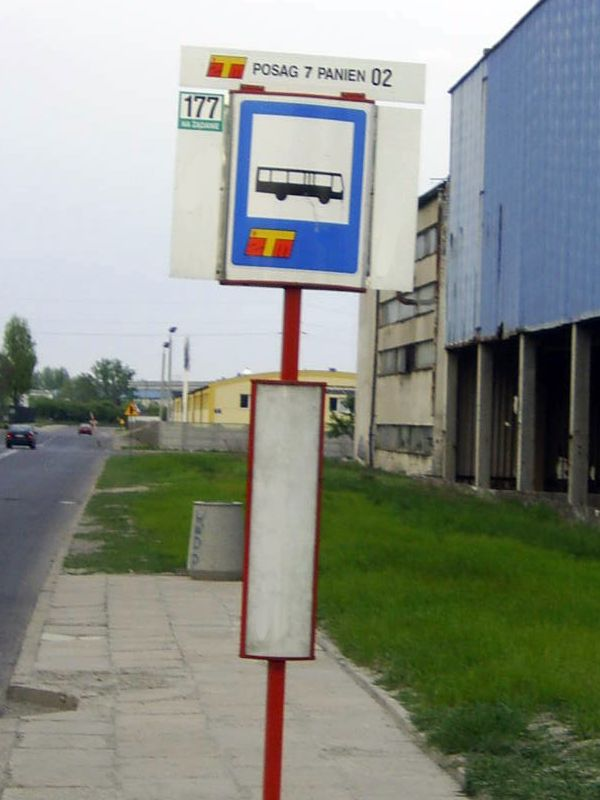
Słupek warszawskiego przystanku autobusowego na żądanie dla linii 177 (Posag 7 Panien 02; Ursus)

Przystanek na żądanie (w skrócie nż.), a także na życzenie, przystanek warunkowy lub dodatkowy – rodzaj przystanku komunikacji zbiorowej, na którym pojazd zatrzymuje się wyłącznie wtedy, gdy potrzeba wsiadania lub wysiadania zostanie odpowiednio zasygnalizowana przez podróżnych. Występują one w transporcie autobusami, tramwajami, trolejbusami czy pociągami, a także statkami pasażerskimi czy promami.
Głównymi kryteriami, jakie brane są pod uwagę przy stosowaniu przystanku na żądanie, zamiast przystanku stałego, są poziom wykorzystania przystanku, typ i gęstość zabudowy, gęstość przystanków. Zazwyczaj przystanki na żądanie wykorzystywane są na mniej uczęszczanych przystankach lub w porach, kiedy występuje mniejszy ruch pasażerski, np. nocą.
Metody powiadamiania pojazdów komunikacji zbiorowej o pasażerach chcących skorzystać z przystanku na żądanie różnią się w zależności od systemu komunikacji miejskiej i trasy. Mogą to być np. podniesienie ręki, wcisnięcie odpowiedniego przycisku informującego kierowcę pojazdu, sygnalizacja świetlna lub dźwiękowa.

## Zalety i wady
Przystanki na żądanie pozwalają osiągnąć wiele korzyści, jak przede wszystkim skrócenie czasu przejazdów, w efekcie zmniejszenie zużycia paliwa i zmniejszenie zapotrzebowania na tabór. Stopień trudności wdrożenia przystanków na żądanie zależy m.in. od rodzaju komunikacji, np. tramwaje oraz pociągi mają dłuższy czas hamowania niż autobusy, pojazdy szynowe nie mają także możliwości minięcia innych pojazdów.
Z perspektywy pasażerów główną wadą jest brak pewności, o której pojedzie pojazd oraz obawa, że ten się nie zatrzyma. České dráhy w 2012 roku podawały informację, że każdego roku odnotowują ok. 10–15 takich sytuacji, których powodem najczęściej był brak dostrzeżenia pasażerów oczekujących na przystanku przez maszynistę. Spółka czeskich kolei w przypadku uznania skargi zwracała pasażerom koszta poniesione za dodatkowy transport, np. taksówkę.

## Przykładowe rozwiązania
W Warszawie większość przystanków ma charakter stały, jednak istnieją również przystanki na żądanie. Zarząd Transportu Miejskiego w Warszawie określa, że jeśli 25% zatrzymań na przystanku jest zbędne, tj. nikt nie wsiada ani nie wysiada, to stanowi to podstawę do zmiany przystanku ze stałego na warunkowy.
W Czechach podstawowe zasady funkcjonowania przystanków na żądanie w transporcie kolejowym określa § 16 dekretu nr 175/2000 w sprawie przepisów transportowych w zakresie publicznego transportu kolejowego i drogowego osób. Pasażer, który zamierza wsiąść, musi poprzez podniesienie ręki dać sygnał osobie kierującej pojazdem, z kolei osoba chcąca wysiąść musi użyć systemu informacji pasażerskiej albo powiadomić maszynistę lub konduktora pociągu.
W Hongkongu działa kolej linowo-terenowa Peak Tram, której wszystkie przystanki (poza końcowymi) są na żądanie, a pasażerowie zgłaszają żądanie zatrzymania poprzez naciśnięcie przycisku.
W australijskim Adelaide wszystkie przystanki linii tramwajowej w strefie miejskiej są stałe, natomiast w strefie pozamiejskiej na żądanie.
W sierpniu 2022 w Szkocji wprowadzono program testowy specjalnych kiosków z wyświetlonym rozkładem jazdy i przyciskiem umożliwiającym przekazanie żądania zatrzymania pociągu na stacji. System pozytywnie zdał testy i od grudnia 2022 jest wdrażany na kolejnych stacjach.
W wielu miastach w późnych godzinach wieczornych lub nocnych lokalna komunikacja zbiorowa (głównie autobusy) zatrzymuje się tylko lub przede wszystkim na przystankach na żądanie. Rozwiązanie to zostało wprowadzone m.in. w Libercu, Pabianicach, Wrocławiu.
W Norwegii występują przystanki nazywane signalanløp będące przystankami na żądanie w transporcie morskim. W Nordland chęć skorzystania z transportu można wyrazić telefonicznie, mailowo lub wywieszając flagę na wybrzeżu. Przystanki na żądanie są oznaczone symbolem X.